# قهرمانان در میان قهرمانان
قهرمانان در میان قهرمانان (چینی: 蘇乞兒) یک فیلم سینمایی هنگ کنگی در ژانر فیلم رزمی هنگ کنگ محصول سال ۱۹۹۳ به کارگردانی یوئن وو-پینگ است.
این فیلم در ایالات متحده آمریکا با عنوان مشت اژدهای سرخ شناخته می‌شود.

## بازیگران
- دانی ین به عنوان سو چان
- فنی یوئن به عنوان یی تی
- نگ مان-تات به عنوان پدر چان
- شیلا چان به عنوان خاله ژان
- وون یوک به عنوان وانگ فی-هونگ
- یان یان را به عنوان شاهزاده باراک از دوازده نفر
- کوان هویی-سان به عنوان پدر فرزندی
- پاو فونگ به عنوان لین ز شو
- دیکسون لی به عنوان وانگ فی-هونگ